# Хоревской сельсовет
Хоревской сельсовет — административная единица на территории Пружанского района Брестской области Республики Беларусь.

## Состав
Хоревской сельсовет включает 20 населённых пунктов:
- Берёзовка — деревня.
- Бортновичи — деревня.
- Вощиничи — деревня.
- Добучин — деревня.
- Жогалы — деревня.
- Залесье — деревня.
- Кобыловка — агрогородок.
- Колядичи — агрогородок.
- Комлище — деревня.
- Новоселки — деревня.
- Носки — деревня.
- Осетница — деревня.
- Пиняны — деревня.
- Рожковичи — деревня.
- Россохи — деревня.
- Скорцы — деревня.
- Смоляница — деревня.
- Стасюки — деревня.
- Хвалевичи — деревня.
- Хорева — агрогородок.